# Tuur Bouchez
Arthur Joseph (Tuur) Bouchez (Grimbergen, 15 november 1898 – Brussel, 28 februari 1965) was een Vlaams acteur. Hij was in Vlaanderen bij het grote publiek vooral bekend als Philidoor in de populaire tv-serie Schipper naast Mathilde.
Bouchez was de zoon van een stratenmaker. In 1918 debuteerde hij op het toneel bij de lokale vereniging Vreugd en deugd. In 1926 begon hij te acteren bij de Koninklijke Vlaamse Schouwburg te Brussel. Vanaf de Tweede Wereldoorlog acteerde hij bij de Koninklijke Nederlandse Schouwburg in Antwerpen maar in 1952 keerde hij terug naar de KVS.
Zijn grote doorbraak kwam er met het spelen van de rol van de deftige maar stotterende Philidoor in de televisieserie Schipper naast Mathilde (1955-1963).
Ook speelde hij in de film Prelude tot de dageraad (1959) als Baron von Düsseldorf en de televisieseries Veel leven om niets (1959) en Een moordverhaal (1960).
Tuur Bouchez overleed op 66-jarige leeftijd te Brussel.